# Яо Син
Я́о Син (кит. трад. 姚興, упр. 姚兴, пиньинь Yaó Xīng, 366—416), взрослое имя Цзылюэ́ (кит. 子略, пиньинь Zǐlüè) — император государства Поздняя Цинь; храмовое имя — Гао-цзу (高祖), посмертное имя — Вэньхуа́нь-ди (文桓帝).

## Биография

### Молодые годы
Яо Син родился в 366 году, когда его отец Яо Чан был генералом на службе у Фу Цзяня — императора государства Ранняя Цинь. Когда в 384 году Яо Чан восстал и провозгласил образование государства Поздняя Цинь, то Яо Син, находившийся в тот момент в столице Ранней Цинь городе Чанъане, немедленно бежал, чтобы присоединиться к отцу. В последующие годы, когда Яо Чан воевал против Ранней Цинь и Западной Янь, он не раз доверял Яо Сину защиту своей базы, пока сам осуществлял военные походы. Когда в 386 году Яо Чан провозгласил себя императором, то Яо Син был сделан официальным наследником престола. Когда в 393 году император Ранней Цинь Фу Дэн атаковал Доу Чуна, являвшегося вассалом Поздней Цинь, то Яо Чан послал против Фу Дэна войска под командованием Яо Сина, чтобы тот мог набрать популярности среди воинов, и Яо Син смог легко остановить Фу Дэна. В 393 году Яо Чан серьёзно заболел, и после его смерти Яо Син в 394 году унаследовал трон империи.

### Рост империи
Узнав о смерти Яо Чана, Фу Дэн решил предпринять крупное наступление на Позднюю Цинь. Оставив брата Фу Гуана охранять Юнчэн, а сына Фу Чуна — крепость Хукун, он двинулся вперёд, не позаботившись о том, чтобы у его армии были достаточные запасы воды. Яо Син смог блокировать его войска у Мавэя, лишив их доступа к воде, и армия погибла от жажды. Узнав о разгроме, Фу Гуан и Фу Чун бросили охраняемые участки, и Фу Дэн не смог их вернуть. Ему пришлось бежать в Пинлян, а оттуда — в горы. Он отправил своего сына Фу Цзуна за помощью к правителю Западной Цинь Цифу Ганьгую, и тот отправил к нему генерала Цифу Ичжоу, но когда Фу Дэн покинул горы, чтобы встретиться с Цифу Ичжоу, то Яо Син перехватил его, взял в плен и казнил. Фу Чун попытался продолжить дело отца, но через несколько месяцев погиб в бою с войсками Цифу Ганьгуя, на чём кончилась история государства Ранняя Цинь.
В 395 году Поздняя Цинь заключила мир с сяньбийским государством Поздняя Янь, обезопасив свою восточную границу. В последующие годы Яо Син занимался постепенным расширением территории страны. В конце 399 года он смог захватить у империи Цзинь город Лоян вместе с прилегающим регионом.
В 399 году из-за того, что астрологи усмотрели признаки грядущего несчастья, Яо Син прекратил использовать императорский титул и стал титуловаться как «Небесный князь»; вся знать и чиновники были понижены в титулах и должностях на один ранг.
В 400 году Яо Син отправил своего дядю Яо Шодэ в крупное наступление против Западной Цинь. Так как западноциньским войскам удалось перерезать пути снабжения армии Яо Шодэ, то Яо Син лично отправился на помощь дяде, почти уничтожил всю армию Западной Цинь и захватил большинство её городов. Цифу Ганьгуй сдался правителю государства Южная Лян Туфа Лилугу, и Западная Цинь временно прекратила своё существование. Осенью 400 года Цифу Ганьгуй бежал из Южной Лян и сдался Поздней Цинь; Яо Син дал ему титул «Гуйиского хоу», вернул ему его сдавшуюся армию, и поручил ему оборонять его прежнюю столицу Ваньчуань.
В 401 году Яо Син по совету Яо Шодэ предпринял крупное наступление против государства Поздняя Лян. Чтобы избежать конфликта, Туфа Лилугу убрал южнолянские войска с пути позднециньской армии, и Яо Шодэ легко достиг позднелянской столицы — города Гуцзан. Южная Лян, Западная Лян и Северная Лян признали себя вассалами Поздней Цинь, а после двухмесячной осады Поздней Цинь покорился и Люй Лун (последний правитель Поздней Лян).

### Укрепление империи
В начале 402 года империя Северная Вэй атаковала Мо Игана, который был вассалом Поздней Цинь. Это привело к разрыву отношений между Поздней Цинь и Северной Вэй. Летом 402 года Яо Син лично возглавил крупное наступление на Северную Вэй, которая к тому времени захватила практически всю территорию государства Поздняя Янь севернее реки Хуанхэ. Осенью 402 года Яо Пин, командовавший авангардом войск Яо Сина, был окружён северовэйскими войсками в районе Чайби. Несмотря на все усилия Яо Сина и Яо Пина, кольцо блокады прорвать не удалось, и зимой 402 года армия Яо Пина капитулировала, что привело к прекращению кампании Поздней Цинь против Северной Вэй.
Примерно в этот период под влиянием монаха Кумарадживы Яо Син стал буддистом, после чего буддизм широко распространился среди его подданных. Влияние буддийских идей привело к тому, что империя прекратила своё расширение, дабы избежать гибели людей.
В 403 году государство Поздняя Лян, под реальным контролем которого в результате постоянных нападений Северной Лян и Южной Лян остался лишь столичный город Гуцзан, прекратила своё существование, сдавшись Поздней Цинь. Яо Син перевёл последнего позднелянского правителя Люй Луна с семьёй в Чанъань, и дал ему и его родственникам должности.
В 405 году по требованию цзиньского полководца Лю Юя Яо Син вернул 12 округов, которые присягнули на верность Поздней Цинь во время раздиравшей в 398—405 годах империю Цзинь гражданской войны. В 406 году Яо Син передал Туфа Нутаню (правителю Южной Лян) Гуцзан с прилегающей местностью, доставшийся от Поздней Лян.
В 407 году Поздняя Цинь и Северная Вэй подписали мирный договор, и вернули друг другу захваченных в плен генералов. Возмущённый позднециньский генерал Лю Бобо, отец которого был убит северовэйскими войсками в 391 году, поднял восстание и провозгласил образование независимого государства Ся.

### Постепенное ослабление империи
В 407 году Мужун Чао (правитель государства Южная Янь) отправил посланника ко двору Поздней Цинь, чтобы обсудить условия, на которых его матери и жене разрешили бы воссоединиться с ним. Император Яо Син потребовал, чтобы Южная Янь признала себя вассалом Поздней Цинь, и либо вернула циньскому двору придворных музыкантов Ранней Цинь (которые, в результате всяческих пертубаций, к тому моменту осели на землях Южной Янь), либо передала 1000 пленных, захваченных у империи Цзинь. Мужун Чао признал себя вассалом и, опасаясь ухудшения отношений с Цзинь, предпочёл отправить к циньскому двору 120 музыкантов. Яо Син в ответ отправил в Южную Янь мать и жену Мужун Чао.
В 407 году цзиньский полководец Цяо Цзун, захвативший контроль над провинцией Ичжоу (территория современных Сычуани и Чунцина) провозгласил себя «Чэндуским князем» и признал себя вассалом Поздней Цинь (это государство именуется в исторических работах как Западная Шу).
В 408 году Яо Син предпринял одновременно две военные кампании: своего сына Яо Би вместе с Цифу Ганьгуем и Лянь Чэном он отправил против государства Южная Лян, а Ци Наня — против государства Ся. Яо Би был разгромлен Туфа Нутанем, в результате чего Яо Сину пришлось подписать мир с Южной Лян (в том же году Туфа Нутань изменил свой титул и начал использовать собственное наименование периодов правления, тем самым разорвав вассальные отношения с Поздней цинь). Армия Ци Наня попала в ловушку и была полностью уничтожена, в результате чего под власть государства Ся попала территория всей современной провинции Шэньси.
В 409 году Цифу Ганьгуй смог бежать в Ваньчуань к своему сыну Цифу Чипаню, где провозгласил независимость, восстановив государство Западная Цинь. В том же году цзиньский генерал Лю Юй предпринял крупное наступление против Южной Янь. Поздняя Цинь не смогла прийти на помощь, и в начале 410 года Южная Янь была завоёвана империей Цзинь. В 413 году Цзинь завоевала Западное Шу, а Поздняя Цинь опять не пришла на помощь своему вассалу.
В 416 году Яо Син во время путешествия тяжело заболел и, вернувшись в Чанъань, передал власть сыну Яо Хуну; при этом был арестован другой сын Яо Би, пытавшийся сам захватить власть. Ещё один сын — Яо Гэнъэр — решив, что отец уже умер, объединился с братом Яо Инем и напал на дворец. Яо Син, несмотря на болезнь, лично появился перед войсками Яо Иня (которые при его виде прекратили сражаться) и объявил указ, предписывающий Яо Би покончить жизнь самоубийством. На следующий день Яо Син скончался.